# Chicago Film Critics Association Award/Beste Hauptdarstellerin
Preis der Chicago Film Critics Association: Beste Hauptdarstellerin

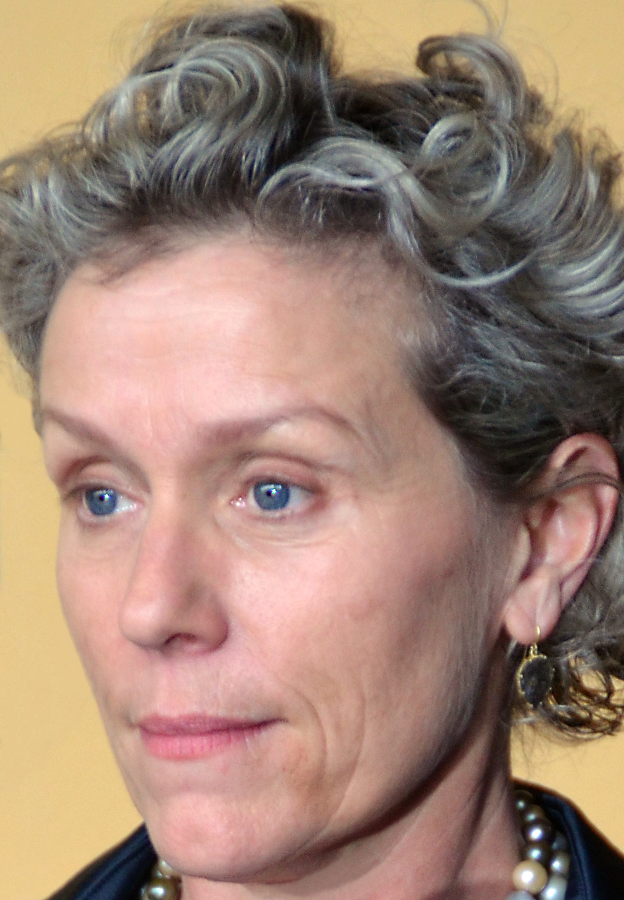
Preisträgerin 2020: Frances McDormand für Nomadland

Gewinner des Chicago Film Critics Association Awards in der Kategorie Beste Hauptdarstellerin (Best Actress). Die US-amerikanische Filmkritikervereinigung gibt alljährlich Mitte Dezember ihre Auszeichnungen für die besten Filmproduktionen und Filmschaffenden des laufenden Kalenderjahres bekannt. Diese werden wie bei der Oscar- oder Golden-Globe-Verleihung aus fünf Nominierten ausgewählt.
Seriensiegerinnen blieben im Vergleich zu anderen Preisverleihungen bisher aus. Neun Mal gelang es der Filmkritikervereinigung, vorab die Oscar-Gewinnerin zu präsentieren, zuletzt 2015 mit der Preisvergabe an die US-Amerikanerin Brie Larson (Raum).
| Jahr | Preisträgerin        | Filmtitel                          | Deutscher Titel                          |
| ---- | -------------------- | ---------------------------------- | ---------------------------------------- |
| 1988 | Barbara Hershey      | Shy People                         | Shy People – Bedrohliches Schweigen      |
| 1989 | Michelle Pfeiffer    | The Fabulous Baker Boys            | Die fabelhaften Baker Boys               |
| 1990 | Kathy Bates          | Misery                             | Misery                                   |
| 1991 | Jodie Foster         | The Silence of the Lambs           | Das Schweigen der Lämmer                 |
| 1992 | Emma Thompson        | Howards End                        | Wiedersehen in Howards End               |
| 1993 | Holly Hunter         | The Piano                          | Das Piano                                |
| 1994 | Jennifer Jason Leigh | Mrs. Parker and the Vicious Circle | Mrs. Parker und ihr lasterhafter Kreis   |
| 1995 | Elisabeth Shue       | Leaving Las Vegas                  | Leaving Las Vegas                        |
| 1996 | Frances McDormand    | Fargo                              | Fargo                                    |
| 1997 | Judi Dench           | Mrs. Brown                         | Ihre Majestät Mrs. Brown                 |
| 1998 | Cate Blanchett       | Elizabeth                          | Elizabeth                                |
| 1999 | Hilary Swank         | Boys Don’t Cry                     | Boys Don’t Cry                           |
| 2000 | Ellen Burstyn        | Requiem for a Dream                | Requiem for a Dream                      |
| 2001 | Naomi Watts          | Mulholland Drive                   | Mulholland Drive – Straße der Finsternis |
| 2002 | Julianne Moore       | Far from Heaven                    | Dem Himmel so fern                       |
| 2003 | Charlize Theron      | Monster                            | Monster                                  |
| 2004 | Imelda Staunton      | Vera Drake                         | Vera Drake                               |
| 2005 | Joan Allen           | The Upside of Anger                | An deiner Schulter                       |
| 2006 | Helen Mirren         | The Queen                          | Die Queen                                |
| 2007 | Elliot Page          | Juno                               | Juno                                     |
| 2008 | Anne Hathaway        | Rachel Getting Married             | Rachels Hochzeit                         |
| 2009 | Carey Mulligan       | An Education                       | An Education                             |
| 2010 | Natalie Portman      | Black Swan                         | Black Swan                               |
| 2011 | Michelle Williams    | My Week with Marilyn               | My Week with Marilyn                     |
| 2012 | Jessica Chastain     | Zero Dark Thirty                   | Zero Dark Thirty                         |
| 2013 | Cate Blanchett       | Blue Jasmine                       | Blue Jasmine                             |
| 2014 | Julianne Moore       | Still Alice                        | Still Alice – Mein Leben ohne Gestern    |
| 2015 | Brie Larson          | Room                               | Raum                                     |
| 2016 | Natalie Portman      | Jackie                             | Jackie: Die First Lady                   |
| 2017 | Saoirse Ronan        | Lady Bird                          | Lady Bird                                |
| 2018 | Toni Collette        | Hereditary                         | Hereditary – Das Vermächtnis             |
| 2019 | Lupita Nyong’o       | Us                                 | Wir                                      |
| 2020 | Frances McDormand    | Nomadland                          | nicht bekannt                            |